# Michael Köpper
Michael Köpper (* 17. November 1966 in Soest) ist ein ehemaliger deutscher Fußballspieler.

## Karriere
Der Verteidiger begann seine Karriere bei Hannover 96, wo er in seiner ersten Saison ein Bundesligaspiel bestritt. Nach dem Abstieg der 96er absolvierte er in der 2. Liga 30 Spiele für die „Roten“, in denen ihm zwei Tore und eine Vorlage gelangen. Da er in der folgenden Saison im Konzept der 96er keine Rolle mehr spielte, wechselte Köpper während der Hinrunde zum Liganeuling TSV Havelse. Nach dem direkten Wiederabstieg des TSV wechselte Köpper 1991 nach Braunschweig zur Eintracht. Doch auch dort blieb der Abwehrspieler nur zwei Spielzeiten, ehe er zum SV Waldhof Mannheim wechselte, bei dem er jahrelang zum Stammpersonal gehörte und 106 Spiele bestritt. Nachdem Mannheim die Zweitligasaison 1996/97 mit einem Abstiegsplatz beendete, ging er zum VfB Lübeck. Doch auch mit seinem neuen Verein stieg er aus der 2. Bundesliga ab. Er blieb in Lübeck und spielte ein Jahr in der Regionalliga Nord. 1998 ging Köpper schließlich zu den Kickers Offenbach, wo er 2001 seine Profikarriere beendete. Insgesamt bestritt er 253 Spiele in der 2. Liga, in denen ihm sieben Tore gelangen.
Ab 2001 spielte er in der Landesliga für Eintracht Wald-Michelbach, die frisch aufgestiegen war. Dann gelang jedoch der Durchmarsch, sodass Köpper noch ein Jahr in der Oberliga Hessen anhängte.
2004 wechselte Köpper ins Traineramt.

## Privates
Heute (Stand 2024) arbeitet Köpper als Fachlehrer für Sport und Wirtschaftslehre an einer Mannheimer Berufsschule. Privat kehrte er nach Mannheim zurück, da er dort seine Frau kennenlernte.